# 李玉奎
李玉奎（1917年—1998年），男，湖北大悟人，中华人民共和国政治人物，曾任中华人民共和国邮电部副部长，中国通信学会理事长。